# Gylfe Vallentin
Nils Gylfe Elias Vallentin, född 21 juli 1886 i Oskarshamn, död 1969 i Göteborg, var en svensk läkare.
Efter kandidatexamen i medicin vid Uppsala 1909 och medicine licentiat-examen i Stockholm 1914 började Vallentin arbeta som överläkare vid Svenshögens sanatorium. Vallentin stannade till 1931 då han började som överläkare vid Renströmska sjukhuset i Göteborg där han var kvar till 1952.
Vallentin utvecklade tillsammans med Jørgen Lehmann och Olle Sievers läkemedlet paraaminosalicylsyra (PAS), som från 1946 spelade en viktig roll i behandlingen av tuberkulos.
Vallentin blev utsedd till medicine hedersdoktor vid Karolinska institutet 1951.

### Webbkällor
- ”Vem är det : Svensk biografisk handbok”. 26 februari 1943. https://runeberg.org/vemardet/1943/0867.html.
- ”Karolinska Institutet Medicine hedersdoktorer 1910-2013”. http://ki.se/sites/default/files/hedersdoktorer_130522.pdf.